# Jacob Campo Weyerman
Jacob Campo Weyerman (Charleroi, 9 agosto 1677 – L'Aia, 9 marzo 1747) è stato un pittore e scrittore olandese del secolo d'oro olandese.
Le sue opere erano principalmente rappresentate da fiori, frutta e nature morte per quanto riguarda la pittura, e da riviste satiriche, opere teatrali e biografie di pittori per quanto riguarda la sua attività di scrittore. Di solito firmava i suoi quadri Campovivo.

## Biografia

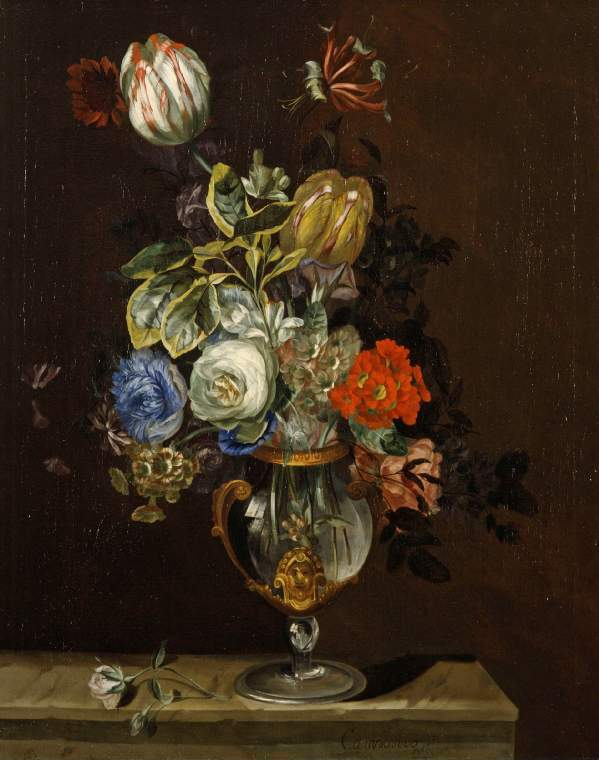
Mazzo di fiori in vaso di vetro, collezione Fitzwilliam Museum

Come da tradizione, nacque in un campo militare fuori Charleroi, dove suo padre combatteva nell'esercito olandese contro i francesi. Sua madre era una donna molto indipendente di origine scozzesi, Elisabeth Sommeruell, che aveva un "banco al mercato" a Charleroi ed era in grado di permettersi una casa nel centro di Breda. Lì venne istruito nelle arti fino al raggiungimento della maggiore età. Successivamente si recò a Londra, nel 1704, e trovò lavoro presso l'accademia di Godfrey Kneller. Si specializzò nella pittura di fiori e frutta. Secondo Arnold Houbraken, era un membro del Bentvueghels con il soprannome Campovivo, ma questo potrebbe essere un errore. Anche se Weyerman era noto per i suoi abbellimenti della verità, non si vantava mai dell'ingegno italiano.  Houbraken potrebbe averlo confuso con Jakob Christoph Weyermann, un pittore tedesco attivo a Augsburg nella prima metà del XVII secolo. Nel 1720 tornò in Paesi Bassi e creò un periodico chiamato "Hermes".
Scriveva con una prosa di stile colorato e poteva adulare con la stessa facilità con cui offendeva i suoi contemporanei. Per i lettori moderni Jacob Campo Weyerman non è solo interessante per le sue qualità letterarie, ma anche come fonte per gli storici della vita culturale del XVIII secolo. Soprattutto le sue riviste danno uno spaccato della vita quotidiana nelle taverne olandesi, nei caffè e nelle attrazioni turistiche dei suoi tempi.

## Vite di pittori e pittrici olandesi
Dopo la morte di Arnold Houbraken, pubblicò anche biografie di pittori nel suo De levens-beschryvingen der Nederlandsche konst-schilders en konst-schilderessen, o Vite di pittori e pittrici olandesi, in  quattro volumi tra il 1729 e il 1739. Sebbene si fosse avvalso pesantemente dell'opera di Houbraken, sembra avesse inteso la sua versione come una confutazione di alcuni degli aneddoti presenti nell'opera di Houbraken. Inoltre, Weyerman fece anche uso di una delle fonti di Houbraken, vale a dire di Cornelis de Bie e del suo Het Gulden Cabinet. Il figlio di Houbraken, Jacobus Houbraken, che aveva aiutato sua madre a completare il terzo volume del padre, aiutò anche Weyerman nelle incisioni e fece il suo ritratto nel suo libro. Nella cornice decorativa del ritratto, un foglio di carta che illustra una pagina del titolo del libro mostra le parole "Den Ontleeder der Gebrekken", che significano "Anatomista dei difetti". Oggi non è chiaro quanti degli aneddoti di Weyerman siano basati sulla verità o sulla finzione. La sua rivista settimanale era molto popolare, ma si attirò tanti nemici, e per la propensione per il sensazionale e lo scandalo, fu condannato all'ergastolo per calunnia. Questa fu una condanna particolarmente pesante, e visse nella prigione de L'Aia dal 1738 fino alla sua morte, nel 1747, avvenuta all'età di 69 anni. 

## Opere letterarie
- Democritus en Heraclitus Brabantsche Voyage (1701)
- De Rotterdamsche Hermes (1720–1721)
- Den ontleeder der gebreeken. Deel 1 (1724)
- Historie des Pausdoms (1725–1728)
- Den ontleeder der gebreeken. Deel 2 (1726)
- De levens-beschryvingen der Nederlandsche konst-schilders en konst-schilderessen, door Jakob Campo Weyerman, Konst-schider.[3][4][5][6] Verrijkt met nieuwe Vignetten, Vierde Deel. Te Dordrecht, By Ab. Blussé en Zoon, MDCCLXIX (1729–1769)
- De Leevensbyzonderheden van J.H. baron van Syberg (1733)
- Den adelaar (1735)